# Желєзнічар (Сараєво)
Желєзнічар (Сараєво) — професіональний боснійський футбольний клуб, який базується в Сараєво, заснований 6 серпня 1921 року. Є одним з найуспішніших у країні. Назву «Желєзнічар» можна перекласти як «Залізничники», оскільки клуб було засновано групою робітників залізничної дороги. У Боснії команда відома перш за все тим, що вміє виховувати молодих талановитих гравців, а не займається їх купівлею. Дуже часто по завершенні сезону «Желєзнічар» розпродує своїх футболістів, щоб стабілізувати та покращити фінансове становище клубу.
За часів колишньої Югославії, в сезоні 1971/72 років команда стала переможцем чемпіонату, завдяки чому кваліфікувалася для участі в Кубку європейських чемпіонів на сезон 1972/73 років, але поступилася вже в першому ж раунді цього турніру. Також команда фінішувала по одному разу на другому місці в чемпіонаті та в фіналі кубку Югославії (сезону 1980/81 років). У Європі клуб відомий завдяки своїй участі в фіналі кубку УЄФА сезону 1984/85 років та 1/4 фіналу цього ж турніру в сезоні 1971/72 років.
Клуб став першим представником Боснії, який дійшов до 1/2 фіналу кубку УЄФА, а також однією з небагатьох команд колишньої Югославії, яка змогла досягнути такого успіху. «Желєзнічар» входить до числа найуспішніших сучасних боснійських клубів, у його колекції є 6 перемог у національному чемпіонаті, 6 — у національному кубку та 3 — у суперкубку. Клуб жодного разу не зміг кваліфікуватися до групового етапу Ліги чемпіонів (правонаступник Кубка європейських чемпіонів), а його найкращим досягненням у цьому турнірі став вихід до третього кваліфікаційного раунду цього турніру в сезоні 2002/03 років, в якому боснійці з загальним рахунком 0:5 поступилися англійському «Ньюкасл Юнайтед». Їх найпринциповішим суперником є ФК «Сараєво», головний матч країни, який маєє назву Сараєвське Дербі, в якому обидві команди мають приблизно рівну загальну кількість перемог та поразок, а також різницю забитих та пропущених м'ячів.
Відповідно до рейтингу Top-200 європейських клубів ХХ століття за версією IFFHS, який у свою чергу узгоджений з ФІФА, «Желєзнічар» має найвищий рейтинг серед боснійських клубів, посідаючи в ньому 110-те місце разом з АЗ (Алкмар) та «Віторією» (Сетубал). Клуб виховав чимало югославських та боснійських гравців, таких як: Івиця Осим, Йосип Каталинський, Мишо Смайлович, Благоє Братич, Хайрудін Сарачевич, Йосип Букал, Божо Янкович, Мехмед Баждаревич, Един Бахтич, Радмило Михайлович, Харис Шкоро, Нікола Нікич, Един Чурич, Джелалудин Мухаремович, Едін Вишча, Ріяд Баїч та Едін Джеко.
Основні кольори клубу сині. Домашні матчі проводить на стадіоні Грбавиця, який вміщує 20 000 глядацьких місць.

## Історія

### Початок: Перший робітничий клуб у Сараєво
На початку XX століття в Сараєво існувало декілька футбольних клубів. Вони були заможними й зазвичай підтримувалися різними організаціями, більшість з яких були етнічними групами: босняки, серби, боснійські хорвати, боснійські євреї. «Желєзнічар» був заснований групою залізничних робітників на чолі з Димитрієм Димитрієвичем. Разом з Людвігом Лейпом, Степаном Каталиничем та іншими працівниками залізниці вони збираюли кошти на купівлю м'ячів та форми, на які були вишиті крила та локомотив, а потім і для реєстрації клубу у підсоюзі Сараєва. Оскільки це був не заможний клуб, для отримання прибутку керівництво клубу організовували танцювальні ночі, а всі прибутки, отримані від них, згодом були використані для купівлі взуття та м'ячів.
Проте команда мала не лише фінансові проблеми. Наявність у клубі представників різних національностей багатьма розглядалося як загроза, тому команду усілякими способами намагалися розформувати. Незважаючи на це клуб зумів не лише зберегти себе, а й перемагати своїх конкурентів.
Свій перший матч «Желєзнічар» зіграв 17 вересня о 16:00 проти клубу САШК Напредак. На матчі були присутніми 500 вболівальників, а САШК виявився сильнішим, 5:1. Вже наступного дня після цієї поразки «Желєзнічар» зіграв ще один товариський матч, проти СК «Сараєво», й здобув першу в своїй історії перемогу, 2:1.
|  | SAŠK KONTRA ŽELJEZNIČARA U subotu 17. o. mj. U 4 sata poslije podne odigraće SAŠK prvu javnu utakmicu nakon svog povratka sa turneje. Interes za ovu utakmicu je osobit pošto ćemo imati priliku da vidimo novih trikova koje je SAŠK na svojoj turneji pripremio. Igra će prema tome biti vrlo zanimljiva, igra se na Kovačićima. Cijena uobičajena. Вечірня пошта 16 вересня 1921 року. |

### Виступи в чемпіонаті Сараєвського округу

Перший логотип «Желєзнічара»

Перший сезон «Жєлєзнічара» пройшов у другому дивізіоні чемпіонату округа Сараєво, де також виступали: «Троя», «Спарта» та «Баракогба». Команду очолив Сільвіо Алкалай. Першу гру «Жєлєзнічар» зіграв проти «Трої». Матч завершився з рахунком 1:1. Першу перемогу в офіційних іграх «сині» здобули в весняній частині першого сезону проти «Баракохби». Фінальний рахунок того поєдинку був 7:0. У сезоні 1925/26 років «Желєзнічару» вдалося пробитися до першого дивізіону чемпіонату округа Сараєво. За підсумками сезону команда здобула 4 перемоги, загальна різниця забитих та пропущених м'ячів була 18:4. У попередньому сезоні команда здобула рекордну в своїй історію перемогу, 18:0. Ця перемога була здобута в сезоні 1924/25 років у поєдинку проти «Баракогби», у другому дивізіоні чемпіонату округу Сараєво.
Перший стадіон, на якому грали зірки «Жєлєзнічара», — це військовий полігон в Ченгіч Вілі — Егцерсір. Цей полігон використовувався, тому що «Жели», як робітничий спортивний клуб залізничників, не мав грошей на оренду одного з міських стадіонів, на яких господарями були САШК, «Хайдук» та «Славія».
«Жєлєзнічар» провів більшу частину цього періоду в чемпіонаті округу Сараєво, тоді як місце у першій лізі Югославії було зарезервовано для тогочасного найкращого клубу, САШК.

### Втрата найкращих гравців
На початку Другої світової війни функціонування клубу припинилося. Після закінчення війни клуб відновлює діяльність й починає виступати в першій лізі Боснії та Герцеговини, в якій стає чемпіоном і, таким чином, отримує місце в першій лізі Югославії в її першому розіграші сезону 1946/47 років. Проте після того, як міська влада сформувала новий клуб «Торпедо» (пізніше «Сараєво»), який мав представляти найкращих гравців з БіГ, більшість гравців «Желєзнічара» отримують пропозицію перейти в новий клуб. За рішенням політичного керівництва «Желєзнічару» довелося перевести своїх найкращих гравців Ловрича (капітана), Аляйбеговіча, Конєвода, Лазаревича, Райлича, Голака та Шилича до новоствореного клубу «Торпедо». Єдиним гравцем, який зумів протистояти політичному тису, став Йошко Домороцький. Такі події похитнули «Желєзнічар», який покинув першу лігу, цей період відновлення тривав до сезону 1953/54 років, коли «Желє» повернулися до першої ліги Югославії.

### Перший титул

Логотип «Желєзнічара» за часів СФРЮ

Це були найкращими роками команда від часів Грбавиці. У сезоні 1971/72 років команда завоювала титул переможця чемпіонату колишньої Югославії. Це був рік, коли команда Мілана Рибара вела «мертву гонку» з белградською «Црвеною Звездою». Врешті-решт, «сині» набрали 59, а белградці — 49 очок. У цьому сезоні команда зазнала лише 4 поразки та 9 матчів зіграла в нічию. «Желє» здобув 21 перемогу. Величезна різниця забитих та пропущених м'ячів також була свідченням сили тодішнього «Желєзнічара». Команда відзначилася 55-ма забитими м'ячами в воротах суперників, завдяки чому посіла 3-тє місце серед найрезультативніших команд чемпіонату, значну роль в цьому успіху відіграв й захист сараєвського клубу, який дозволив пропустити лише 20 м'ячів (найменше в лізі). Найбільшу перемогу «Желєзнічар» здобув у поєдинку проти «Марибора», 8:0. Два матчі міського дербі також завершилися на користь «Желє». На Грбавиці «залізничник» здобули перемогу з рахунком 2:1, а в матчі на «Косево» суперник знову був кращим з ідентичним результатом. Як вже вказувалося вище клуб очолив Мирослав Рибар, а його помічниками були Сулейман Кулович та Фаділ Пожегиля. Найкращим бомбардиром «Желє» того сезону з 14-ма забитими м'ячами став Йосип Букал, Божо Янкович відзначився 12-ма голами, а Йосип Каталинський відзначився 12-ма голами у воротах суперників. Слободан Янжуш, воротар «блакитних» того ж року став рекордсменом за найменшою кількістю пропущених у національному чемпіонаті м'ячів, лише 20. Чемпіонська команда складалася з таких футболістів: Слободана Янжуша, Драгана Койовича, Веля Бечирсапахича, Блаґої Братича, Йосипа Каталинського, Енвера Хаджабидича, Бранислава Єлушича, Божо Янковича, Йосипа Букала, Едина Спречо, Авдія Дераковича, Слободана Койовича, Фархрія Хрвата, Джималудіна Сербо, Нусрета Кадрича, Хаджрудина Сарачевича, Милоша Радовича та Желько Родича.

### Після здобуття незалежності

Логотип «Желєзнічара» напередодні війни

Після проголошення незалежності Боснії і Герцеговини розпочалася війна й футбольні змагання припинилися. Матч між «Желєзнічаром» та «Радом», який мав відбутися 5 квітня 1992 року на стадіоні «Грбавиця» в рамках 26-го туру Першої ліги Югославії (сезону 1991/92 років) був скасований за 35 хвилин (14:55 за місцевим часом) до його початку через постріли навколо стадіону, які були наслідками першої атаки на Сараєво. Зрештою, останній повністю зіграний матч у чемпіонаті Югославії відбувся 29 березня 1992 року в Белграді проти «Партизана» (поразка боснійців з рахунком 1:6). Такі гравці як Маріо Станич, Раде Богданович, Гордан Видович, Сувад Катана та багато інших відомих гравців напередодні матчу вирішили втекти від жахів війни й залишили молодих гравців догравати вирішальні тури національного чемпіонату. Проте всі матчі «Желєзнічара» в 2-й половині сезону 1991/92 років були скасовані, оскільки клуб не зміг їх провести через воєнні дії. У 25-ти (з 33 можливих) турах чемпіонату боснійський клуб здобув 6 перемог, 4 матчі звів до нічиї та зазнав 15-ти поразок, різниця забитих та пропущених м'ячів — 22:42.
Під час війни в Боснії та Герцеговині та облоги Сараєво стадіон «Желєзнічар» був на сербській стороні, і західна трибуна була повністю спалена. Ентузіасти та прихильники блакитної команди проводили тренувальні заняття в шкільних залах, так що клуб не втратив спадкоємність. Після завершення війни та очистки стадіону працівниками клубу й волонтерами, 2 травня 1996 року відбувся перший матч, між «Желєзнічаром» та ФК «Сараєво». Поєдинок завершився з рахунком 1:1.
Стадіон перебував прямо на лінії фронту, а 7 травня 1992 року його західна частина була зруйнована разом із приміщеннями СК «Желєзнічар», які розташовувалися поблизу, проте «Желєзнічару» вдалося стартувати у Першій лізі Боснії і Герцеговини 1994/95, а свої домашні поєдинки клуб проводив на «Грбавиці». У цій ситуації спортивні результати відійшли на другий план (команда фінішувала 4-ю), на перший план вийшов факт участі клубу в національному чемпіонаті.
У 1995 році завершилася війна й боснякські та хорватські клуби утворили новий чемпіонат, а сербські клуби приєдналися через деякий час.

#### Новітній період: нові звершення
5 червня 1998 року відбувся матч плейоф за звання переможця чемпіонату Боснії та Герцеговини на стадіоні «Кочево». На 89-й хвилині поєдинку Хадіс Зубанович приніс перший титул переможця чемпіону Боснії та Герцеговини до колекції «синіх». 5 червня керівництво «залізничників» організувало свято під назвою «Зубандан».
У 2001 та 2002 роках «Желєзнічар» виграв два поспіль чемпіонських титули під керівництвом Амара Осима. Під керівництвом Амара «Желєзнічар» також виграє національний кубок у сезоні 2000/01 років і, таким чином, оформлює «золотий дубль», першим серед усіх клубів Боснії і Герцеговини, а також завоював суперкубок Боснії 2001. У сезоні 2001/02 років «сині» знову тріумфували в кубку Боснії, але не змогли захистити титул володаря Суперкубку, оскільки турнір було скасовано. Напередодні поразки «Желє» в єврокубках проти «Гартса» з Шотландії Амар залишає боснійський клуб та переїздить до Японії, у ДЖЕФ Юнайтед. До свого відходу Осим встиг привести «Жельо» до срібних медалей національного чемпіонату сезону 2002/03 років й виграти того ж сезону національний кубок. До 2009 року клуб більше не завоював жодного трофею, в цей час команда переживала серйозні фінансові проблеми.

#### Повернення Осима; чергові звитяги

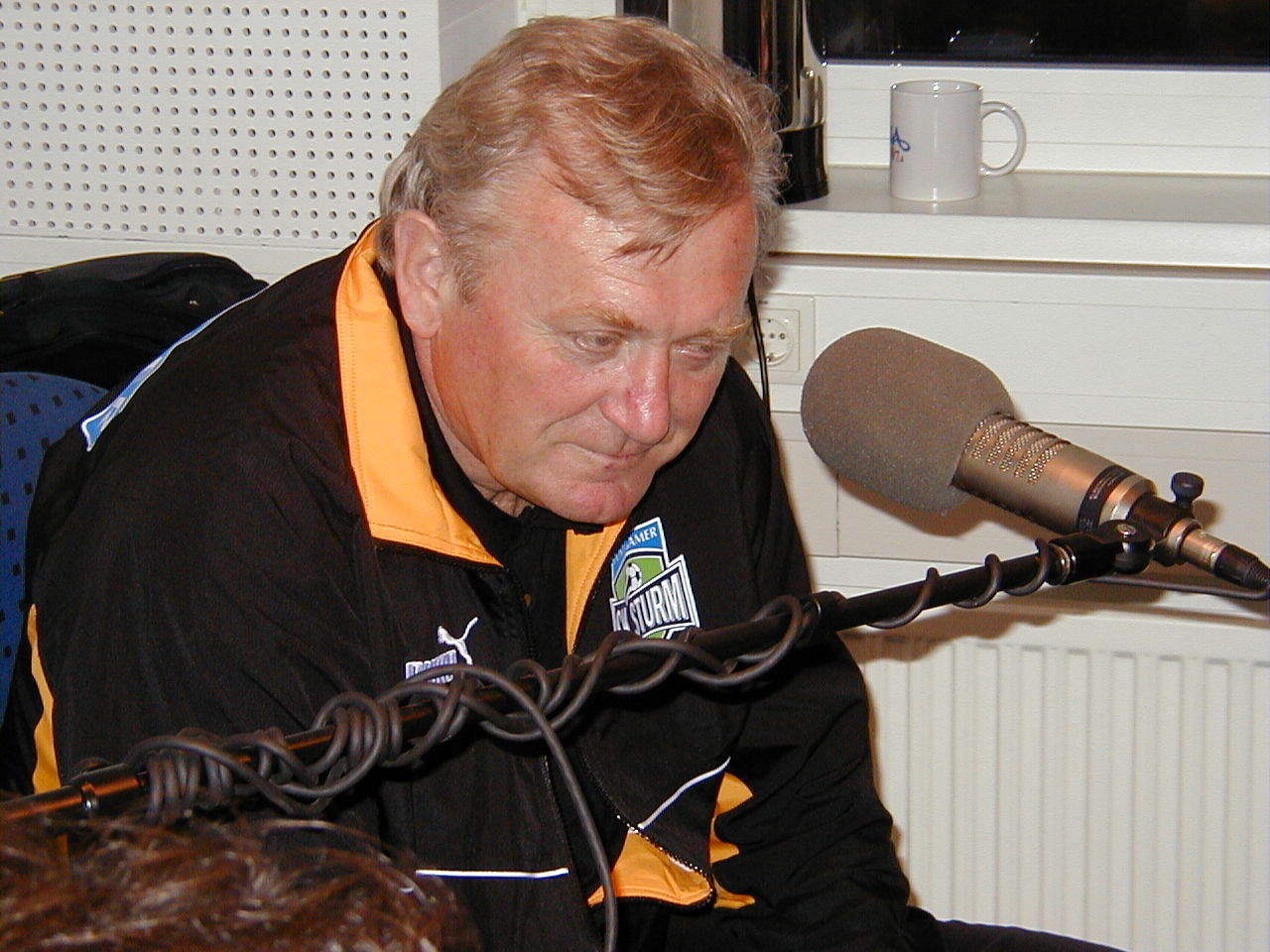
Івиця Осим, колишній тренер, який вивів команду до півфіналу кубку УЄФА 1984/85.

Однак, після зміни керівництва клубу, на тренерський місток «синіх» повернувся улюбленець фанів Амар Осим й одразу ж у сезоні 2009/10 років клуб досягає успіху. «Желє» нарешті завоювали трофей. Того сезону клуб знову став переможцем національного чемпіонату, але провалив спробу оформити золотий дубль після поразки в фіналі Кубку Боснії і Герцеговини 2009/10 через пропущений вдома м'яч від «Бораца», незважаючи на те, що в підсумку команда залишилася в цьому турнірі непереможною. У сезоні 2010/11 років Желєзнічар зайняв 3-тє місце в боснійському чемпіонаті, а також виграв національний кубок, перемігши в фіналі турніру з рахунком 1:0 на «Грбавиці» та з рахунком 3:0 на «Билином Полі» клуб «Челик» (Зениця). Під час сезону 2011/12 років вони повернули титул переможця чемпіонату на «Грбавицю», який став вже 7-м у колекції «залізничників», ще за три тури до фінішу чемпіонату, при цьому встановивши низку рекордів (35 матчів у чемпіонаті без поразки, 12 перемог поспіль та 3 сезони в Кубку Боснії без поразок). «Желєзнічар» також став переможцем Кубку Боснії і Герцеговини 2011/12, завоювавши свій другий «золотий дубль», і вдруге під керівництвом Амара Осима. В результаті Амар Осим став найуспішнішим футбольним тренером в історії клубу зі кількістю виграних національних трофеїв, а саме — 9. Починаючи з сезону 2008/09 років «залізничники» стали найуспішнішим боснійським футбольним клубом й у національному кубку, з цього часу команда двічі ставала володарем трофею та одного разу програвала в фіналі цього турніру.
У сезоні 2010/11 років «Желєзнічар» здобув свій четвертий в історії національний кубок. На шляху до фіналу столичний клуб з рахунком 3:0 переміг «Широкі Брієг». У фіналі турніру вони зіткнулися зі своїм принциповим суперником ще з часів Югославії, клубом «Челік» (Зениця). Перша гра відбулася на стадіоні «Грбавиця» й закінчився з рахунком 1:0 на користь господарів поля. Матч-відповідь відбувся на стадіоні «Билино Полє», в якому «Желєзнічар» переміг з рахунком 3:0, і з загальним рахунком 4:0 став переможцем турніру. Цим звершенням клуб закінчив сезон і здобув право виступати в Лізі Європи. Свій 90-річний ювілей «Желєзнічар» відсвяткував з трофеєм.
У сезоні 2011/12 років клуб завоював уже 6-й трофей в своїй історії. Вони здобули титул у трьох раундах, після чого тріумфували в змаганні. Успішними були виступи «залізничників» і в кубкових змаганнях, де в фіналі турніру з загальним рахунком 1:0 вони здолали «Широкі Брієг». Таким чином, команда оформила перший «золотий дубль» з моменту створення об'єднаного чемпіонату в сезоні 2002/03 років.

## Виступи в єврокубках
Як і в національних змаганнях «Желєзнічар» мав певні успіхи й у європейських клубних змаганнях. Вперше в єврокубках «Желєзнічар» взяв участь у сезоні 1971/72 років. Після завоювання срібних медалей у національному чемпіонаті «залізничники» взяли участь у першому розіграші нового турніру — Кубку УЄФА. У першому раунді «Желє» здолали бельгійський клуб Брюгге із загальним рахунком 4:3, а далі «розібралися» з «Болоньєю» та шотландським «Сент-Джонстоном», але в 1/4 фіналу в серії післяматчевих пенальті поступився угорському «Ференцварошу». Найкращими бомбардирами «Желєзнічара» у тому розіграші кубку УЄФА стали Йосип Букал (7 голів) та Един Спречо (5 голів).
Найбільшого успіху на міжнародному рівні «Желє» досяг у сезоні 1984/85 років. Цього сезону «блакитні» на чолі з Івицею Осимом були найближчими до фіналу кубку УЄФА. У першому раунді жереб звів «Желєзнічар» з болгарським клубом «Слівеном», вдома болгари святкували перемогу (1:0), але в Сараєво зазнали розгромної поразки (1:5). У другому колі суперником боснійців став швейцарський клуб «Сьйон». На «Грбавиці» блакитні святкували перемогу (2:1), а в матчі-відповіді розписали нічию (1:1). У наступному раунді суперником була румунська «Університатя». У першому матчі румуни були сильнішими (2:0). Очікувалося, що ця перевага гарантуватиме румунам спокійний матч-відповідь. Тим не менше «Желєзнічар» реваншувався й здобув перемогу з рахунком 4:0.
Вихід до вісімки найсильніших був беззаперечним успіхом. На цій стадії у першому матчі, на «Грбваці», «Желє» здолав представника СРСР. Переможеним було «Динамо» з Мінська (2:0), а в матчі-відповіді зафіксована нічия (1:1). У 1/2 фіналу суперником був «Відеотон», команда, яка раніше вибила таких європейських грандів як «Манчестер Юнайтед», ПСЖ, а також белградський «Партизан», який був переграний з рахунком 5:0. У першому матчі в Секесфегерварі угорці вели з рахунком 2:0, але тогочасний збірник Харіса Шкоро забив м'яч, яким зберіг для «Желє» шанси на вихід до фіналу. Проте в підсумку тріумфував «Відеотон». Фінальний свисток арбітра зафіксував рахунок 3:1 на користь угорців. Переповнений стадіон «Грбавиця» дочекався цього матчу 24 квітня 1984 року. Голи Бахтича й Чурича «однією ногою» вже виводили до фіналу «Желєзнічар». Йшла 87-ма хвилина. Цей час став найболючішим в історії «Желє». Вперше за весь матч угорці перейшли центр поля й одразу ж зробили це успішно. Голом відзначився Кухаджи. Кольори «залізничників» у єврокубках тоді захищали: Шкрба, Берян, Балджич, Шабанаджович, Чаплич, Комшич, Чилич, Бахтич, Шкоро, Михайлович, Баждаревич, Никич, Самарджия.
«Желєзнічар» також виступав у Кубку європейських чемпіонів, після чемпіонства в 1972 році. У сезоні 1972/73 років «Желє» зіграв два матчі проти англійського «Дербі Каунті» й обидва програв, спочатку на виїзді — з рахунком 0:2, а потім і вдома, на «Кошеву», 1:2.
Після створення Прем'єр-ліги Боснії й Герцеговини «Желєзнічар» став постійним учасником європейських клубних змагань. Протягом цього часу клуб протистояв: шотландському «Кілмарноку» (вдома: 1:1, в гостях: 0:1), польській «Віслі» (вдома: 0:0, в гостях: 1:3), болгарському «Левскі» (вдома: 0:0, в гостях: 0:4), кіпрському «Анортосісу» (вдома: 1:0, в гостях: 3:1), шотландському «Гартсу» (вдома: 0:0, в гостях: 0:2) та болгарському «Литексу» (вдома: 1:2, в гостях: 0:7).
Найбільшого післявоєнного успіху клуб досяг у сезоні 2002/03 років, коли пробився до 3-го кваліфікаційного раунду Ліги чемпіонів. Спочатку «залізничники» з рахунком 4:0 здолали «Акранес». Після цього в 2-матчевій дуелі «Жельо» були сильнішими за норвезький «Ліллестрем» й зрештою на 40-тисячному «Кошево» прийняли англійський «Ньюкасл Юнайтед». Проте сил на перемогу над англійцями в боснійського клубу вже не залишилося, «Ньюкасл» розгромив «Желєзнічар» з рахунком 5:0. Після вильоту з Ліги чемпіонів команда продовжила свій шлях у кубку УЄФА, але через нещасний випадок поступилася з підсумковим рахунком 0:1 іспанській «Малазі».
Незважаючи на завоювання путівки до кубку УЄФА в сезоні 2004/05 років «Желєзнічар» не отримав ліцензію від УЄФА на участь у турнірі, тому не міг брати участь в єврокубках.
Після тріумфу в 2010 році в національному чемпіонаті «залізничники» вибороли право зіграти у 2-му кваліфікаційному раунді Ліги Чемпіонів проти тель-авівського «Хапоеля». На стадіоні «Блумфілд» боснійці зазнали розгромної поразки (0:5), а вдома мінімально (0:1) поступилися ізраїльтянам.
Перемога в Кубку БіГ 2011 року та 3-тє місце в національному чемпіонаті забезпечили «Желєзнічару» участь у другому кваліфікаційному раунді Ліги Європи. «Жельо» вибили з турніру «Шериф» з Тирасполя (1:0). У першому матчі третього кваліфікаційного раунду «Желєзнічар» зазнав поразки з рахунком 0:2 від тель-авівського «Маккабі».

## Стадіон

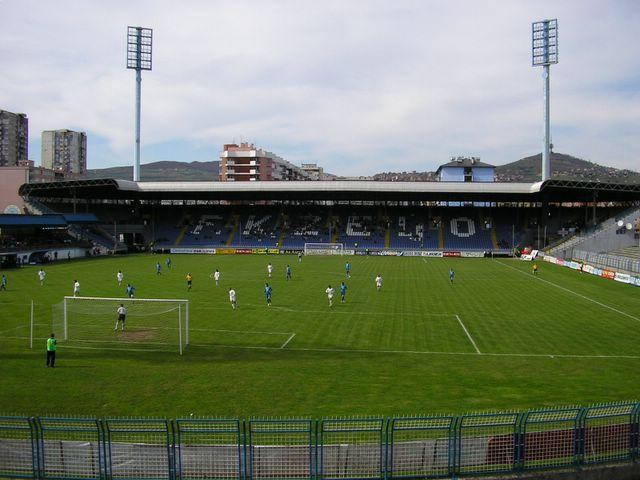
Стадіон «Грбавиця» в 2006 році (вигляд з півночі)

Клуб не мав стадіону з моменту свого заснування, оскільки інші клуби не дозволили «Желєзнічару» використовувати наявні футбольні поля в Сараєво. Клуб зіграв свої перші матчі на військовому полігоні під назвою «Егцерсир», який насправді не був футбольним майданчиком, однак він був найкращим місцем, яке вдалося знайти, та увійшов в історію як перше футбольне поле клубу. «Егцерсир» розташовувався в кварталі Сараєво під назвою «Ченгич-Віла». У 1932 році був збудований новий стадіон у Пофаличи (вже інша частина Сараєво), поряд із залізничною станцією. Ця арена була не кращою, ніж військовий полігон, але мав особливе значення для «Желєзнічара» як перший стадіон побудований клубом.
Після завершення Другої світової війни «Желєзнічар» проводив свої домашні поєдинки на стадіоні «6 квітня» в Маріїном Дворі (зараз на цьому місці спортивний майданчик, за середньою технічно-науковою школою) аж до 18 червня 1950 року. Оскільки влада запланувала побудувати на місці стадіону вулицю, клуб був змушений повернутися на військове поле в Скендерії. Втомлене постійним переїздом та зміною домашньої арени керівництво клубу вирішило побудувати власний стадіон у районі Грбавиця, який тільки-но почав урбанізуватися та розростатися. Друзі, уболівальники, члени клубу та навіть військові допомагали у його будівництві. Стадіон було офіційно відкрито 13 березня 1951 року матчем другої ліги «Желєзнічар» — «Шибеник». «Желєзнічар» переміг у тому поєдинку з рахунком 4:0. Символічно, що стара залізнична колія проходила через пагорб за стадіоном, і кожен раз, коли поїзд їхав під час матчу, звучав його гудок, щоб привітати уболівальників. Того ж року переїхала й база клубу. Через реконструкцію стадіону в 1968 році «Желєзнічар» тимчасово переїхав на стадіон «Кошево». Саме на цьому стадіоні він виграв єдиний за часів Югославії трофей, у 1972 році.
25 квітня 1968 року «Грбавиця» був повторно відкритий, а після реконструкції північної частини стадіону в 1986 році він набув сучасного вигляду. На жаль навесні 1992 року розпочалася війна й «Желєзнічар» змушений був знову переїхати на стадіон «Кошево», де він виступав до 1996 року, коли знову отримав знову повернутися на «Грбавицю». У 1990-х роках стадіон зазнав значних руйнувань. Стадіон був розташований між першими лініями фронту і пережив важкі бої. Сили боснійських сербів спалили дерев'яний дах, під яким розташовувалися всі об'єкти клубу, і, відповідно, під час цих боїв були знищені більшість клубних досягнень та трофеїв. На цьому стадіоні не проводилося жодного футбольного поєдинку аж до 2 травня 1996 року. Символічно, що першим поєдинком після завершення війни стало Сараєвське дербі. Дерев'яний дах, який згорів під час війни, ніколи не був повністю реконструйований, і на його місці, на західній стороні стадіону, був побудований набагато менший дерев'яний дах, під яким, знову ж таки, були розташовані всі об'єкти клубу. У 2016 році дерев'яний дах був реконструйований та злегка розширений таким чином, щоб всі елементи деревини були замінені протиковзким металом, щоб відповідати вимогам стадіону УЄФА.
До війни стадіон вміщував понад 20 000 уболівальників, але зараз його місткість офіційно складає 13 452 сидячих місця з площею для приблизно 4 000 додаткових стоячих місць.

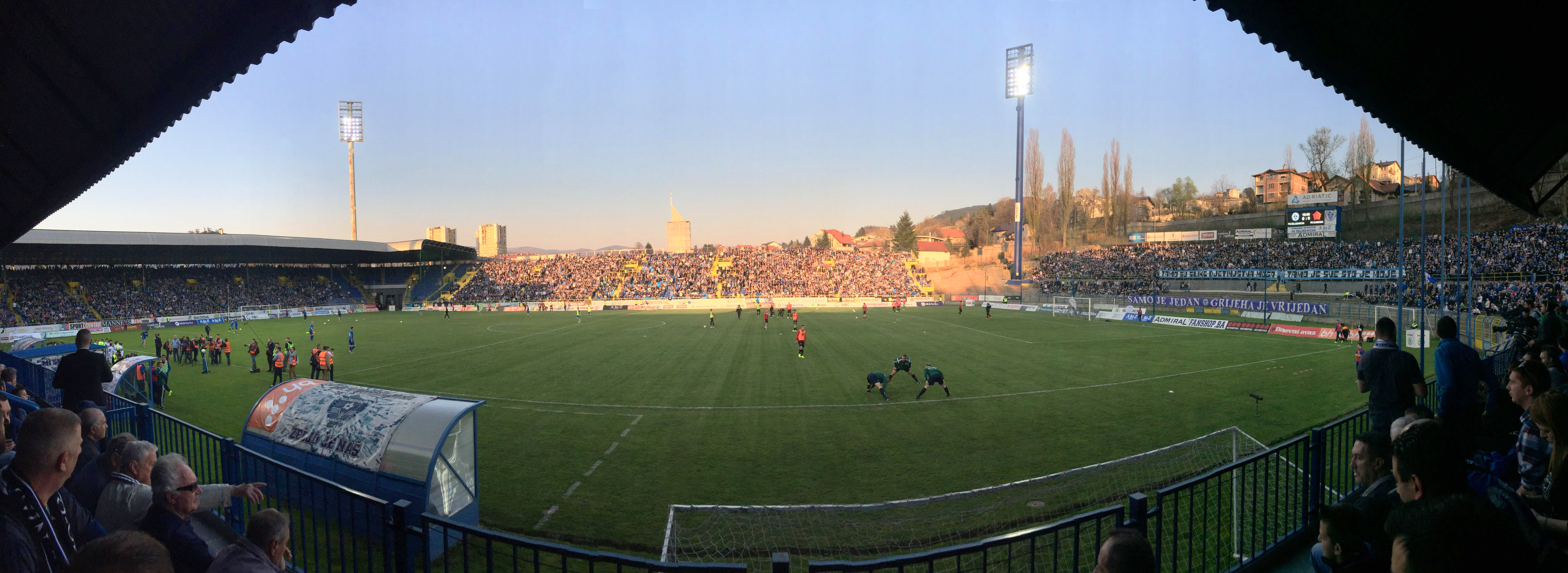
Стадіон «Грбавиця» з 12 061 глядачем навесні 2017 року.

## Клубні кольори
Блакитний був традиційним кольором залізничників у цій частині Європи. Оскільки клуб було засновано залізничними робітниками, тому було вирішено у виборі клубного кольору зробити вибір на користь саме блакитного. Стандартний темно-блакитний колір був завжди присутнім на клубному логотипі. Іноді ці кольори були світло-блакитні, іноді класичні блакитні, а іноді й темно-сині, як на логотипі. Іноді клуб використовував синю форму з білими вертикальними смугами. Для деяких матчів у сезоні 1999/00 року на формі були присутні вертикальні смуги, а в сезоні 2002/03 років вони були навіть темно-сірі, без слідів синього кольору. Виїзна форма завжди була білого кольору.
На лівому боці футболки, навпроти серця, знаходилося зменшене зображення логотипу клубу. З моменту заснування клубу невід'ємними елементами клубного логотипу були м'яч та крила, а також традиційний символ залізниці. Протягом клубної історії ці традиційні символи видозмінювалися декілька разів. У той же час з плином часом додавалися деякі нові та тимчасово зникали, а потім з'являлися, старі традиційні символи. Наприклад, коло на фоні оригінального логотипу з'явилося в 1990-х роках. З 1945 до 1992 року на місці кола стояла червона п'ятипроменева зірка, а «Сараєво», «1921» та інші слова переносилися з однієї частини логотипу до іншої багато разів. Теперішній дизайн логотипа бере свої витоки з 2000 року.

## Уболівальники
«Желєзнічар» у Югославії був відомий тим, що мав велику кількість уболівальників. У сезоні 1971/72 років команда завоювала чемпіонський титул на стадіоні ЮНА на очах величезної кількості власних фанів. Уболівальники «Жєлєзнічара», які зазвичай знаходились на південній трибуні стадіону «Грбавиця», стали свідками в 1981 році, цього разу на Маракані, фіналу Кубку СФРЮ. Понад 60 000 уболівальників заповнили белградський стадіон на поєдинку між «Вележем» та «Желєзнічаром».
Протягом 80-х років найвідвідуванішими були матчі проти «великої четвірки» («Партизана», «Црвени Звезди», «Динамо», «Хайдука»), «Вележа», а також проти принципового суперника зі свого міста, ФК «Сараєво».
У другій половині 80-х років з'являється угрупування активних вболівальників клубу під назвою «Маніяки». Вони, в свою чергу, розподілялися на угрупування «Blue Tigers», «Joint Union», «Urban Corps», «Stari Grad» та «Vendetta». Найважливішим лідером уболівальників «Желєзнічара» був Джевад Бегич-Джилда, герой оборони Сараєва, який загинув 11 липня 1992 року. «Маньяки», як й інші жителі Сараєво, щороку 11 липня відвідують і покладають квіти перед меморіальною дошкою Джевада Бегича. На знак пам'яті про Джилду та його брата Ізета одна з вулиць Сараєва зараз носить назву «Брати Бегичи». Також проводиться міні-турнір між «Маніяками», що є ще одним способом віддати належне героєві оборони Сараєво.
У «Желєзнічара» було багато відомих уболівальників, серед яких — музиканти та актори Даворин Попович, Младен Войчич — Тіфа, Здравко Чоліч, Давор Сучич, Бранко Джурич — Джуро, Борис Шибер, Бенджамин Филипович, Милан Павлович, Ненад Янкович), політики Желько Комшич, Градимир Гоєр, Алія Беммен, Любиша Маркович, Неджад Бранкович, Марин Іванишевич, письменники Александар Хемон, Міленко Єргович, Жуко Джумгур, Дарио Джамоня та багато інших.
У популярній культурі, Столе Анджелович (Столе з Бора) — відданий уболівальник з міста Бор, відомий тим, що десятиліттями (понад 40 років) подорожував на відстань 450 км, щоб наживо побачити більшу частину домашніх поєдинків «Желєзнічара», і був давнім фаном югославської збірної та особистим вболівальником Івиці Осима.

## Дербі

### Сараєвське дербі
«Желєзнічар» має принципове та безкомпромісне протистояння з клубом суперником з рідного міста, ФК «Сараєво», це протистояння відоме як «Сараєвське дербі», найбільше футбольне дербі в Боснії і Герцеговині. Воно відбувається регулярно з того моменту, коли обидва клуби розпочали свої виступи в Прем'єр-лізі.
Багато жерців Желєзнічара кажуть, що «Жельо — матерія філософська, а Сараєво — питання географії». Знамените Сараєвське дербі, відоме у всій Південно-Східній Європі, зазвичай вважається одним з небагатьох дербі з найкращою атмосферою. Проте є одна обставина, яка відокремлює його від аналогічних дербі в регіоні та решті світу — уболівальники цих клубів є ворогами лише на час проведення матчу. Не рідкими є випадки, коли батько та син, двоє братів, або чоловік і дружина, знаходяться на протилежних сторонах. Того дня вони не спілкуються одне з одним. Проте коли завершується гра провокацій майже не буває, вони відійшли в минуле. Кожен з уболівальників чекає наступного протистояння. Хоча в останні роки трапляються сутички між молодими вболівальниками обох клубів.
У сезоні 2015/16 років клуб переміг «Сараєво» як вдома, так і на виїзді, це вперше за останні 12 років, коли «Желєзнічар» переміг «Сараєво» на стадіоні Асіма Ферхатовича-Хасе.

### Дербі «Желєзнічар— Борац (Баня-Лука)»
Ще одне принципове протистояння, яке сформувалося в останні роки. Починаючи з сезону 2008/09 років, коли «Борац» знову став постійним учасником Прем'єр-ліги, розпочалося ще одне велике футбольне протистояння в Боснії. Починаючи з сезону 2009/10 років, обидві команди головним чином конкурували один з одним за титули (перемогу в чемпіонаті або національному кубку), і навіть відвідуваність цих матчів майже наблизилася до Сараєвського дербі. Суперництво також «підігріває» той факт, що Сараєво та Баня-Лука зі значним відривом є двома найбільшими містами Боснії і Герцеговини, перше також є столицею всієї країни, а друге — де-факто столиця Республіки Сербської. З моменту здобуття Боснією і Герцеговиною незалежності команди 22 рази зустрічалися одна з одною (в тому числі й 6 разів у національному кубку), але вперше вони зіграли одна з одною ще в кубку Югославії 1947 року. У цих 22 поєдинках 12 разів перемогу здобував «Желєзнічар», 7 разів — «Борац», ще 3 рази команди розписували між собою нічию. Різниця забитих та пропущених м'ячів 31:19 на користь «Желєзнічара» (без урахування результатів очного протистояння в сезоні 2015/16 років).

## Постачальники форми
| Період    | Постачальники форми | Спонсори форми           |
| --------- | ------------------- | ------------------------ |
| 1971–     |                     | Unioninvest              |
| 1980–81   |                     | Šipad                    |
| 1981–1984 |                     | Gro Put Sarajevo         |
| 1984–88   | Adidas              | ŽTP Sarajevo             |
| 1985–     |                     | Zetatrans                |
| 1990–     |                     | Tehnika                  |
| 1993–94   | Lotto               | Intersport               |
| 1997–     |                     | Drina                    |
| 1998–     |                     | Bosnalijek               |
| 2002–03   | Diadora             | Bosnalijek               |
| 2003–05   | Diadora             | Liqui Moly               |
| 2005–06   | Legea               | Liqui Moly               |
| 2006–07   | Joma                | Liqui Moly               |
| 2007–09   | Joma                | Logosoft                 |
| 2009–10   | Joma                | Sarajevo Tobacco Factory |
| 2010–11   | Legea               | Sarajevo Tobacco Factory |
| 2011–12   | Macron              | Sarajevo Tobacco Factory |
| 2012–13   | Patrick             | Sarajevo Osiguranje      |
| 2013–2016 | Joma                | UniCredit Bank           |
| 2016–     | Diadora             |                          |

## Статистика виступів
«Желєзнічар» (Сараєво) — найтитулованіший клуб із Боснії та Герцеговини, який виграв більшість футбольних кубків Боснії та Герцеговини та чемпіонатів Боснії та Герцеговини.

### СФР Югославія
| Сезон    | Ліга                           | Ліга | Ліга | Ліга  | Ліга | Ліга | Ліга | Ліга | Ліга    | Кубок | Європа               | Бомбардир                                | Бомбардир | Тренер                                                            |
| Сезон    | Дивізіон                       | Іг   | В    | Н     | П    | ЗМ   | ПМ   | О    | Міс.    | Кубок | Європа               | Ім'я                                     | Голи      | Тренер                                                            |
| -------- | ------------------------------ | ---- | ---- | ----- | ---- | ---- | ---- | ---- | ------- | ----- | -------------------- | ---------------------------------------- | --------- | ----------------------------------------------------------------- |
| 1945-46  | Чемпіонат Боснії і Герцеговини | 4    | 2    | 1     | 1    | 4    | 3    | 5    | 1-ше ↑  | -     | -                    | Милан Райлич                             | 4         | Милан Райлич                                                      |
| 1946–47  | Перша ліга Югославії           | 26   | 7    | 4     | 15   | 31   | 54   | 18   | 12-те ↓ | 2Р    | -                    | Велислав Лазаревич; Анто Мартинович      | 5         | Милан Райлич; Івиця Медарич                                       |
| 1947–48  | Друга ліга Югославії           | 20   | 6    | 4     | 10   | 28   | 34   | 16   | 9-те ↓  | 2Р    | -                    | Менсур Байрамі; Душан Николич; Іван Арих | 4         | Івиця Медарич; Менсур Байрамі; Франтишек Бичиште                  |
| 1948–49  | Чемпіонат Боснії і Герцеговини | 22   | 15   | 6     | 1    | 68   | 17   | 36   | 1-ше ↑  | 1Р    | -                    | Нерцес Ново                              | 22        | Франтишек Бичиште; Йосип Булят                                    |
| 1950     | Друга ліга Югославії           | 20   | 6    | 5     | 9    | 21   | 40   | 17   | 10-те   | 1Р    | -                    | Александар Петрович                      | 8         | Стево Маславарич; Александар Петрович                             |
| 1951     | Друга ліга Югославії           | 30   | 11   | 7     | 12   | 43   | 47   | 29   | 11-те   | 1Р    | -                    | Менсур Байрамі                           | 8         | Славко Загорац                                                    |
| 1952     | Чемпіонат Сараєво              | 6    | 4    | 1     | 1    | 26   | 7    | 9    | 1-ше ↑  | 4Р    | -                    | Анто Мартинович                          | 6         | Здравко Павлич                                                    |
| 1952–53  | Чемпіонат Боснії і Герцеговини | 6    | 2    | 3     | 1    | 17   | 8    | 7    | 2-ге ↑  | -     | -                    | Ільяс Пашич                              | 25        | Здравко Павлич; Бранислав Хрньїчек                                |
| 1953–54  | Друга ліга Югославії           | 18   | 11   | 2     | 5    | 44   | 26   | 24   | 2-ге ↑  | -     | -                    | Сулейман Кулович; Ільяс Пашич            | 13        | Бранислав Хрньїчек; Првослав Драгичевич                           |
| 1954–55  | Перша ліга Югославії           | 26   | 8    | 13    | 15   | 34   | 52   | 19   | 11-те   | -     | -                    | Ільяс Пашич                              | 13        | Првослав Драгичевич                                               |
| 1955–56  | Перша ліга Югославії           | 26   | 7    | 7     | 12   | 33   | 54   | 21   | 13-те ↓ | -     | -                    | Сулейман Кулович                         | 8         | Првослав Драгичевич; Милош Раєвич; Менсур Байрамі; Бранко Салипур |
| 1956–57  | Друга ліга Югославії (I Зона)  | 22   | 17   | 2     | 3    | 62   | 13   | 36   | 1-ше ↑  | -     | -                    | Ільяс Пашич                              | 17        | Мирослав Брозович                                                 |
| 1957–58  | Перша ліга Югославії           | 26   | 9    | 7     | 10   | 44   | 47   | 25   | 8-ме    | 1/16  | -                    | Ільяс Пашич                              | 10        | Мирослав Брозович                                                 |
| 1958–59  | Перша ліга Югославії           | 22   | 7    | 3     | 12   | 26   | 35   | 17   | 12-те ↓ | 1/8   | -                    | Мишо Смайлович                           | 7         | Мирослав Брозович; Ласло Феньвеші                                 |
| 1959–60  | Друга ліга Югославії (Захід)   | 22   | 11   | 3     | 8    | 33   | 29   | 25   | 4-те    | 1/4   | -                    | Мишо Смайлович                           | 10        | Менсур Байрамі; Димитріє Тадич; Бранко Станкович                  |
| 1960–61  | Друга ліга Югославії (Захід)   | 22   | 14   | 4     | 4    | 44   | 21   | 32   | 2-ге    | 1/16  | -                    | Мишо Смайлович                           | 10        | Бранко Станкович; Йосип Домороцький; Владимир Конєвод             |
| 1961–62  | Друга ліга Югославії (Захід)   | 22   | 14   | 3     | 5    | 53   | 21   | 31   | 1-ше ↑  | 1/16  | -                    | Мишо Смайлович                           | 14        | Владимир Конєвод                                                  |
| 1962–63  | Перша ліга Югославії           | 26   | 11   | 7     | 8    | 49   | 31   | 29   | 3-й     | 1/16  | -                    | Мишо Смайлович                           | 18        | Владимир Конєвод                                                  |
| 1963–64  | Перша ліга Югославії           | 26   | 8    | 10    | 8    | 37   | 43   | 26   | 6-те    | -     | Кубок Мітропи        | Мишо Смайлович                           | 14        | Владимир Конєвод; Муниб Сарачевич                                 |
| 1964–65  | Перша ліга Югославії           | 28   | 13   | 7     | 8    | 39   | 30   | 33   | 5th     | -     | Кубок Мітропи, 1/4   | Мишо Смайлович                           | 13        | Муниб Сарачевич                                                   |
| 11965–66 | Перша ліга Югославії           | 30   | 12   | 8     | 10   | 35   | 36   | 26   | 12-те   | 1/8   | Кубок Інтертото 1-ше | Йосип Букал                              | 12        | Йосип Бабич; Марцел Жиганте                                       |
| 1966–67  | Перша ліга Югославії           | 30   | 14   | 4     | 12   | 43   | 42   | 32   | 6-те    | 1/4   | -                    | Йосип Букал                              | 17        | Марцел Жиганте                                                    |
| 1967–68  | Перша ліга Югославії           | 30   | 12   | 9     | 9    | 44   | 34   | 33   | 5-те    | -     | Кубок Мітропи, 1/4   | Един Спречо                              | 13        | Марцел Жиганте; Милан Рибар                                       |
| 1968–69  | Перша ліга Югославії           | 34   | 15   | 8     | 11   | 51   | 38   | 38   | 5-те    | 1/4   | Кубок Мітропи, 1/2   | Фіркет Муйкич                            | 14        | Милан Рибар                                                       |
| 1969–70  | Перша ліга Югославї            | 34   | 17   | 9     | 8    | 52   | 33   | 43   | 4-те    | 1/8   | -                    | Йосип Букал                              | 18        | Милан Рибар                                                       |
| 1970–71  | Перша ліга Югославії           | 34   | 18   | 9     | 7    | 59   | 34   | 45   | 2-ге    | -     | Кубок ярмарків 1Р    | Божо Янкович                             | 20        | Милан Рибар                                                       |
| 1971–72  | Перша ліга Югославії           | 34   | 21   | 9     | 4    | 55   | 20   | 51   | 1-ге    | -     | 1/4 кубку УЄФА       | Йосип Букал                              | 14        | Милан Рибар                                                       |
| 1972–73  | Перша ліга Югославії           | 34   | 18   | 6     | 10   | 59   | 41   | 42   | 5-те    | -     | КЄЧ 1Р               | Йосип Букал                              | 15        | Милан Рибар                                                       |
| 1973–74  | Перша ліга Югославії           | 34   | 10   | 12    | 12   | 39   | 39   | 32   | 8-ме    | 1/2   | -                    | Тарик Ходжич; Един Спречо                | 7         | Милан Рибар                                                       |
| 1974–75  | Перша ліга Югославії           | 34   | 11   | 10    | 13   | 45   | 46   | 32   | 9th     | 1/2   | -                    | Божо Янкович                             | 12        | Милан Рибар                                                       |
| 1975–76  | Перша ліга Югославії           | 34   | 11   | 9     | 14   | 40   | 47   | 31   | 12-те   | 1/2   | -                    | Джемалудин Шербо                         | 8         | Милан Рибар                                                       |
| 1976–77  | Перша ліга Югославії           | 34   | 8    | 10    | 16   | 33   | 53   | 26   | 18-те ↓ | 1/16  | -                    | Фиркет Муйкич                            | 9         | Милан Рибар; Василіє Радович                                      |
| 1977–78  | Друга ліга Югославії (Захід)   | 34   | 19   | 8     | 7    | 79   | 37   | 46   | 1-ше ↑  | 1/16  | -                    | Слободан Койович                         | 25        | Сулейман Ребац                                                    |
| 1978–79  | Перша ліга Югославії           | 34   | 14   | 4     | 16   | 45   | 52   | 32   | 9-те    | 1/8   | -                    | Раде Паприця; Божо Янкович               | 7         | Івиця Осим                                                        |
| 1979–80  | Перша ліга Югославії           | 34   | 9    | 15    | 10   | 41   | 47   | 33   | 9-те    | 1/16  | -                    | Іван Лушич; Раде Паприця                 | 9         | Івиця Осим                                                        |
| 1980–81  | Перша ліга Югославії           | 34   | 11   | 10    | 13   | 42   | 51   | 32   | 14-те   | Фін   | -                    | Раде Паприця                             | 8         | Івиця Осим                                                        |
| 1981–82  | Перша ліга Югославії           | 34   | 16   | 6     | 12   | 52   | 37   | 38   | 5-те    | 1/16  | -                    | Един Бахтич                              | 17        | Івиця Осим                                                        |
| 1982–83  | Перша ліга Югославії           | 34   | 11   | 11    | 12   | 41   | 40   | 33   | 10-те   | 1/16  |                      |                                          |           |                                                                   |
| 8        | Івиця Осим                     |      |      |       |      |      |      |      |         |       |                      |                                          |           |                                                                   |
| 1983–84  | Перша ліга Югославії           | 34   | 15   | 12    | 7    | 52   | 35   | 42   | 3-тє    | 1/16  |                      |                                          |           |                                                                   |
| 1984–85  | Перша ліга Югославії           | 34   | 11   | 12    | 11   | 53   | 46   | 34   | 7-ме    | 1/16  | Кубок УЄФА 1/2       | Зоран Самарджия                          | 10        | Івиця Осим                                                        |
| 1985–86  | Перша ліга Югославії           | 34   | 15   | 5     | 14   | 58   | 63   | 35   | 7-ме    | 1/16  |                      |                                          |           |                                                                   |
| 14       | Івиця Осим                     |      |      |       |      |      |      |      |         |       |                      |                                          |           |                                                                   |
| 1986–87  | Перша ліга Югославії           | 34   | 14   | 6     | 14   | 55   | 46   | 34   | 9-те    | 1/4   | -                    | Радмило Михайлович                       | 23        | Борис Брачуль; Міле Прнятович                                     |
| 1987–88  | Перша ліга Югославії           | 34   | 8    | 14    | 12   | 38   | 44   | 30   | 12-те   | 1/8   | -                    | Радмило Михайлович                       | 12        | Благоє Братич                                                     |
| 1988–89  | Перша ліга Югославії           | 34   | 12   | 5(1)  | 18   | 34   | 49   | 25   | 16-те   | 1/8   | -                    | Един Чурич                               | 9         | Йосип Букал; Мишо Смайлович/Борис Брачуль; Неделько Гуголь        |
| 1989–90  | Перша ліга Югославії           | 34   | 14   | 6(4)  | 14   | 37   | 40   | 32   | 7-ме    | 1/16  | -                    | Нікола Никич                             | 6         | Мишо Смайлович                                                    |
| 1990–91  | Перша ліга Югославії           | 36   | 11   | 13(7) | 12   | 35   | 41   | 29   | 16-те   | 1/8   | -                    | Зоран Слишкович                          | 9         | Мишо Смайлович                                                    |
| 21991–92 | Перша ліга Югославії           | 17   | 6    | 3(3)  | 8    | 18   | 24   | 15   | 18-те   | 1/2   | -                    | Маріо Станич                             | 15        | Милан Рибар                                                       |

Бомбардир; Ім'я та Голи виділені напівжирним шрифтом, вказана загальна кількість голів у чемпіонаті за сезон.

1↑  Позбавлений 6-ти очок через аферу з Планичичем
2↑  У сезоні 1991/92 років усі матчі «Желєзнічара» були скасовані через Боснійську війну, зрештою «Желєзнічар» відмовився від подальшої участі в турнірі оскільки Республіка Боснія і Герцеговина проголосила свою незалежність від Югославії. Матч-відповідь 1/2 фіналу кубку Югославії 1991/92 років, який був призначений на 6 травня 1992 року, не відбувся, тому «Партизану» було зараховано технічну перемогу з рахунком 3:0..
Надалі починаючи з сезону 1994/95 років у Першій лізі Боснії і Герцеговини (див. таблицю нижче). 

#### Ключ
| 1-ше / В | 2-ге / Фін | 3-тє       | 1/2        | ↑          | ↓       |
| Чемпіон  | Фіналіст   | 3-тє місце | 1/2 фіналу | Підвищення | Вибуття |

| - Іг = Ігор - В = Виграні матчі - Н = Нічийні поєдинки - П = Програні матчі - ЗМ = Забиті м'ячі - ПМ = Пропущені м'ячі - О = Очки - Міс = Підсумкове місце | - Кв. Р = Кваліфікаційний раунд - 1Р = Раунд 1 - 2Р = Раунд 2 - Р16 = 1/8 фіналу - 1/4 = 1/4 фіналу - 1/2 = 1/2 фіналу - Фін = Фіналіст - П = Переможець - - = Не брав участі |

### Боснія і Герцеговина (1994—н.ч.)
| Сезон                            | Ліга                   | Ліга | Ліга | Ліга | Ліга | Ліга | Ліга | Ліга | Ліга | Кубок | Європа                   | Бомбардир1                          | Бомбардир1 | Тренер                                                      |
| Сезон                            | Дивізіон               | Іг   | В    | Н    | П    | ЗМ   | ПМ   | О    | Міс. | Кубок | Європа                   | Ім'я                                | Голи       | Тренер                                                      |
| -------------------------------- | ---------------------- | ---- | ---- | ---- | ---- | ---- | ---- | ---- | ---- | ----- | ------------------------ | ----------------------------------- | ---------- | ----------------------------------------------------------- |
| 1994–1995                        | Перша ліга БіГ         | 9    | 5    | 1    | 3    | 17   | 13   | 16   | 4-те | 1/8   | -                        | Маріо Додик                         | 6          | Мишо Смайлович                                              |
| 1995–1996                        | Перша ліга БіГ         | 30   | 12   | 4    | 14   | 35   | 62   | 40   | 9-те | 1/16  | -                        | Джелалудин Мухаремович              | 10         | Мишо Смайлович                                              |
| 1996–1997                        | Перша ліга БіГ         | 30   | 13   | 5    | 12   | 46   | 41   | 44   | 7-ме | ФІН   | -                        | Джелалудин Мухаремович              | 14         | Мишо Смайлович; Хайрудин Джурбузович; Тафік Ходжич          |
| 1997–1998                        | Перша ліга БіГ Плей-оф | 33   | 17   | 7    | 9    | 55   | 43   | 58   | П    | 1/4   | -                        | Нермин Вазда                        | 21         | Борис Брачуль; Енвер Хаджиабдич                             |
| 1998–1999                        | Прем'єр-ліга БіГ       | 30   | 12   | 8    | 10   | 43   | 30   | 44   | 7-ме | 1/2   | Кв. Р кубку УЄФА         | Нермин Вазда                        | 18         | Енвер Хаджиабдич; Неджад Верлашевич                         |
| 1999–2000                        | Прем'єр-ліга БіГ       | 36   | 18   | 6    | 12   | 62   | 40   | 60   | 2-ге | П     | -                        | Нермин Вазда                        | 10         | Енвер Хаджиабдич                                            |
| Нинішній формат Прем'єр-ліги БіГ |                        |      |      |      |      |      |      |      |      |       |                          |                                     |            |                                                             |
| 2000-01                          | Прем'єр-ліга БіГ       | 42   | 28   | 7    | 7    | 113  | 38   | 91   | 1-ше | В     | Кубок УЄФА Кв. Р.        | Джелалудин Мухаремович              | 31         | Хайрудин Джурбузович; Амар Осим                             |
| 2001-02                          | Прем'єр-ліга БіГ       | 30   | 19   | 5    | 6    | 60   | 26   | 62   | 1-ше | ФІН   | ЛЧ 1КВ Р.                | Івиця Хульєв                        | 15         | Амар Осим                                                   |
| 2002-03                          | Прем'єр-ліга БіГ       | 38   | 24   | 10   | 4    | 66   | 24   | 82   | 2-ге | В     | ЛЧ 3Кв. Р. Кубок УЄФА 1Р | Юре Гуво                            | 8          | Амар Осим                                                   |
| 2003-04                          | Прем'єр-ліга БіГ       | 30   | 18   | 5    | 7    | 67   | 35   | 59   | 2-й  | 1/16  | Кубок УЄФА 1Р            | Адмир Ращич                         | 12         | Амар Осим; Миломир Одович                                   |
| 2004-05                          | Прем'єр-ліга БіГ       | 30   | 15   | 6    | 9    | 31   | 22   | 51   | 2-ге | 1/4   | Кубок УЄФА 2Кв. Р.       | Джелалудин Мухаремович; Емір Хаджич | 5          | Іржи Плишек; Ісмет Штилич; Іво Іштук                        |
| 2005-06                          | Прем'єр-ліга БіГ       | 30   | 11   | 7    | 12   | 38   | 33   | 40   | 7-ме | 1/2   | Не брав участі           | Адмир Владавич                      | 7          | Ратко Нинкович; Алмир Мемич                                 |
| 2006-07                          | Прем'єр-ліга БіГ       | 30   | 13   | 5    | 12   | 51   | 40   | 44   | 6-те | 1/4   | -                        | Бубакар Діаліба                     | 10         | Ненад Старовлах; Джелалудин Мухаремович; Енвер Хаджиабдич   |
| 2007-08                          | Прем'єр-ліга БіГ       | 30   | 14   | 3    | 13   | 47   | 35   | 45   | 7-ме | 1/2   | -                        | Санел Яхич                          | 12         | Енвер Хаджиабдич; Симо Крунич                               |
| 2008-09                          | Прем'єр-ліга БіГ       | 30   | 13   | 3    | 14   | 30   | 35   | 42   | 9-те | 1/16  | -                        | Самір Бекрич                        | 7          | Симо Крунич; Демир Хотич                                    |
| 2009-10                          | Прем'єр-ліга БіГ       | 30   | 18   | 7    | 5    | 52   | 22   | 61   | 1-ше | ФІН   | -                        | Самір Бекрич                        | 15         | Амар Осим                                                   |
| 2010-11                          | Прем'єр-ліга БіГ       | 30   | 17   | 4    | 9    | 50   | 25   | 55   | 3-тє | В     | ЛЧ 2Кв. Р.               | Зайко Зеба                          | 11         | Amar Osim                                                   |
| 2011-12                          | Прем'єр-ліга БіГ       | 30   | 22   | 5    | 3    | 68   | 17   | 71   | 1-ше | В     | ЛЄ 3Кв. Р.               | Елдин Адилович                      | 19         | Амар Осим                                                   |
| 2012-13                          | Прем'єр-ліга БіГ       | 30   | 20   | 6    | 4    | 48   | 20   | 66   | 1-ше | Фін   | ЛЧ 2Кв. Р.               | Елдин Адилович                      | 18         | Амар Осим                                                   |
| 2013-14                          | Прем'єр-ліга БіГ       | 30   | 16   | 9    | 5    | 51   | 29   | 57   | 4-те | 1/4   | ЛЧ 2Кв. Р.               | Армин Ходжич                        | 14         | Хайрудин Джурбузович                                        |
| 2014-15                          | Прем'єр-ліга БіГ       | 30   | 18   | 9    | 3    | 52   | 22   | 63   | 2-ге | 1/8   | ЛЄ 2Ка. Р.               | Ріяд Баїч                           | 15         | Адмир Аджем; Миломир Одович                                 |
| 2015-16                          | Прем'єр-ліга БіГ       | 30   | 16   | 7    | 7    | 36   | 20   | 55   | 5-те | 1/2   | ЛЄ 3Кв. Р.               | Іван Лендрич                        | 7          | Миломир Одович; Владо Чаплич; Едис Мулалич; Харис Аліходжич |
| 2016-17                          | Прем'єр-ліга БіГ       | 32   | 18   | 9    | 5    | 41   | 22   | 63   | 2-ге | 1/2   | -                        | Іван Лендрич                        | 18         | Милош Костич; Славко Петрович                               |
| 2017-18                          | Прем'єр-ліга БіГ       | -    | -    | -    | -    | -    | -    | -    | -    | -     | ЛЄ 2Кв. Р.               | -                                   | -          | Славко Петрович; Адмир Аджем                                |

 У сезонах 2000/01 та 2011/12 років клуб оформив «золотий дубль»; вигравши національний чемпіонат і національний кубок.

Найкращий бомбардир; Ім'я та Голи виділено напівжирним шрифтом, вказано загальну кількість голів за сезон.

## Статистика виступів у єврокубках
Станом на 20 липня 2017
| Змагання                                      | Іг | В  | Н  | П  | ЗМ | ПМ | РМ  |
| --------------------------------------------- | -- | -- | -- | -- | -- | -- | --- |
| Кубок Європейських чемпіонів / Ліга чемпіонів | 16 | 4  | 1  | 11 | 13 | 31 | −18 |
| Кубок УЄФА / Ліга Європи                      | 50 | 19 | 14 | 17 | 63 | 58 | +5  |
| Загалом                                       | 66 | 23 | 15 | 28 | 76 | 89 | -13 |

Іг = Зіграні матчі; В = Виграні матчі; Н = Нічийні матчі; П = Програні матчі; ЗМ = Забиті м'ячі; ПМ = Пропущені м'ячі; РМ = Різниця забитих та пропущених м'ячів. Скасовані змагання виділені курсивом.

### Ліга чемпіонів
| Сезон   | Змагання                     | Раунд    | Суперник              | Вдома | У гостях | Загалом |  |
| ------- | ---------------------------- | -------- | --------------------- | ----- | -------- | ------- |  |
| 1972–73 | Кубок європейських чемпіонів | 1Р       | «Дербі Каунті»        | 1–2   | 0–2      | 1–4     |  |
| 2001–02 | Ліга чемпіонів               | 1 Кв. р. | «Левскі»              | 0–0   | 0–4      | 0–4     |  |
| 2002–03 | Ліга чемпіонів               | 1 Кв. р. | «Акранес»             | 3–0   | 1–0      | 4–0     |  |
|         |                              | 2 Кв. р. | «Ліллестрем»          | 1–0   | 1–0      | 2–0     |  |
|         |                              | 3 Кв. р. | «Ньюкасл Юнайтед»     | 0–1   | 0–4      | 0–5     |  |
| 2010–11 | Ліга чемпіонів               | 2 Кв. р. | «Хапоель» (Тель-Авів) | 0–1   | 0–5      | 0–6     |  |
| 2012–13 | Ліга чемпіонів               | 2 Кв. р. | «Марибор»             | 1–2   | 1–4      | 2–6     |  |
| 2013–14 | Ліга чемпіонів               | 2 Кв. р. | «Вікторія» (Пльзень)  | 1–2   | 3–4      | 4–6     |  |

### Ліга Європи
| Сезон   | Змагання         | Раунд    | Суперник              | Вдома | У гостях | Загалом |  |
| ------- | ---------------- | -------- | --------------------- | ----- | -------- | ------- |  |
| 2011–12 | Ліга Європи УЄФА | 2 кв. р. | «Шериф» (Тирасполь)   | 1–0   | 0–0      | 1–0     |  |
|         |                  | 3 кв. р. | «Маккабі» (Тель-Авів) | 0–2   | 0–6      | 0–8     |  |
| 2014–15 | Ліга Європи УЄФА | 1 кв. р. | «Ловчен»              | 0–0   | 1–0      | 1–0     |  |
|         |                  | 2 кв. р. | «Металург»            | 2–2   | 0–0      | 2–2     |  |
| 2015–16 | Ліга Європи УЄФА | 1 кв. р. | «Бальцан»             | 1–0   | 2–0      | 3–0     |  |
| 2015–16 | Ліга Європи УЄФА | 2 кв. р. | «Ференцварош»         | 2–0   | 1–0      | 3–0     |  |
| 2015–16 | Ліга Європи УЄФА | 3 кв. р. | «Стандард» (Льєж)     | 0–1   | 1–2      | 1–3     |  |
| 2017–18 | Ліга Європи УЄФА | 1 кв. р. | «Зета»                | 1–0   | 2–2      | 3–2     |  |
| 2017–18 | Ліга Європи УЄФА | 2 кв. р. | АІК                   | 0–0   | 0-2      | 0-2     |  |

### Кубок УЄФА
| Сезон   | Змагання   | Раунд    | Суперник                 | Вдома | У гостях | Загалом |  |
| ------- | ---------- | -------- | ------------------------ | ----- | -------- | ------- |  |
| 1971–72 | Кубок УЄФА | 1Р       | «Брюгге»                 | 3–0   | 1–3      | 4–3     |  |
|         |            | 2Р       | «Болонья»                | 1–1   | 2–2      | 3–3     |  |
|         |            | 3Р       | «Сент-Джонстон»          | 5–1   | 0–1      | 5–2     |  |
|         |            | 1/4      | «Ференцварош»            | 1–2   | 2–1      | 3–3     |  |
| 1984–85 | Кубок УЄФА | 1Р       | «Слівен»                 | 5–1   | 0–1      | 5–2     |  |
|         |            | 2Р       | «Сьйон»                  | 2–1   | 1–1      | 3–2     |  |
|         |            | 3Р       | «Університатя» (Крайова) | 4–0   | 0–2      | 4–2     |  |
|         |            | 1/4      | «Динамо» (Мінськ)        | 2–0   | 1–1      | 3–1     |  |
|         |            | 1/2      | «Відеотон»               | 2–1   | 1–3      | 3–4     |  |
| 1998–99 | Кубок УЄФА | 1Р       | «Кілмарнок»              | 1–1   | 0–1      | 1–2     |  |
| 2000–01 | Кубок УЄФА | Кв. р.   | «Вісла» (Краків)         | 0–0   | 1–3      | 1–3     |  |
| 2002–03 | Кубок УЄФА | 1Р       | «Малага»                 | 0–0   | 0–1      | 0–1     |  |
| 2003–04 | Кубок УЄФА | Кв. р.   | «Анортосіс» (Фамагуста)  | 1–0   | 3–1      | 4–1     |  |
|         |            | 1Р       | «Гарт оф Мідлотіан»      | 0–0   | 0–2      | 0–2     |  |
| 2004–05 | Кубок УЄФА | 1 Кв. р. | «Пеннаросса»             | 4–0   | 5–1      | 9–1     |  |
|         |            | 2 Кв. р. | «Литекс» (Ловеч)         | 1–2   | 0–7      | 1–9     |  |

### Кубок ярмарків
| Сезон   | Раунд | Суперник  | Д   | В   | Загалом |  |
| ------- | ----- | --------- | --- | --- | ------- |  |
| 1970–71 | 1Р    | Андерлехт | 3–4 | 4–5 | 7–9     |  |

### Кубок Інтертото
| Сезон   | Раунд | Суперник              | Д   | В   |  |
| ------- | ----- | --------------------- | --- | --- |  |
| 1965–66 | ГР    | «Гвардія» (Варшава)   | 2–1 | 1–2 |  |
| 1965–66 | ГР    | «Банік» (Острава)     | 3–1 | 1–1 |  |
| 1965–66 | ГР    | «Локомотив» (Лейпциг) | 2–2 | 0–0 |  |

### Кубок Мітропи
| Сезон   | Раунд | Суперник               | Д   | В   | Загалом |  |
| ------- | ----- | ---------------------- | --- | --- | ------- |  |
| 1963–64 | 1/4   | «Аустрія» (Відень)     | 4–1 | 2–0 | 6–1     |  |
| 1963–64 | 1/2   | МТК (Будапешт)         | 1–1 | 0–1 | 1–2     |  |
| 1964–65 | 1/4   | «Слован» (Братислава)  | 2–1 | 1–3 | 3–4     |  |
| 1967–68 | 1Р    | «Єднота» (Тренчин)     | 1–0 | 0–0 | 1–0     |  |
| 1967–68 | 1/4   | «Спартак» (Трнава)     | 2–2 | 1–2 | 3–4     |  |
| 1968–69 | 1Р    | «Будапешт Гонвед»      | 1–0 | 1–0 | 2–0     |  |
| 1968–69 | 1/4   | Банік (Острава)        | 4–0 | 1–1 | 5–1     |  |
| 1968–69 | 1/2   | «Скло Уніон» (Тепліце) | 1–1 | 1–2 | 2–3     |  |

## Досягнення
- Чемпіонат Югославії з футболу:
  -  Чемпіон (1): 1972
  -  Срібний призер (1): 1971

- Прем'єр-ліга:
  -  Чемпіон (6): 1998, 2001, 2002, 2010, 2012, 2013
  -  Срібний призер (7): 2003, 2004, 2005, 2015, 2017, 2018, 2020

- Кубок Боснії і Герцеговини з футболу:
  -  Володар (6): 2000, 2001, 2003, 2011, 2012, 2018
  -  Фіналіст (3): 2002, 2010, 2013

- Суперкубок Боснії і Герцеговини з футболу:
  -  Володар (3): 1998, 2000, 2001

Кубок УЄФА:
- Півфіналіст (1): 1985
- Чвертьфіналіст (1): 1972

## Рекорди
- Найбільша перемога в чемпіонаті: «Желєзнічар» – «Баркогба» 18:0 (23 березня 1925 року, Другий дивізіон чемпіонату Сараєва)
- Найбільша поразка в чемпіонаті: 1:9 (декілька разів)
- Найбільша перемога в Першій лізі Югославії: «Желєзнічар» – «Марибор» 8:0 (29 серпня 1971 року)
- Найбільша поразка в Першій лізі Югославії: «Динамо» (Загреб) – «Желєзнічар» 9:1 (29 вересня 1946 року)
- Найбільша перемога «Желєзнічара» в Сараєвському дербі: «Желєзнічар» – «Торпедо» 9:1 (29 грудня 1946 року)
- Найбільша перемога в боснійському чемпіонаті: «Желєзнічар» – «Країна» (Казин) 8:0 (31 березня 2001 року)
- Найбільша перемога в боснійському чемпіонаті: «Желєзнічар» – «Леотар» (Требіньє) 8:0 (28 серпня 2010 року)
- Найбільша поразка в боснійському чемпіонат: «Змай-од-Босне» – «Желєзнічар» 9:1 (4 листопада 1995 року)
- Найбільша кількість зіграних офіційних матчів: Благоє Братич (343)
- Найбільша кількість зіграних матчів у чемпіонаті: Хайрудин Сарачевич (313)
- Найтриваліша безпрограшна серія (БіГ): 35 матчів (сезон 2011/12 років)
- Найтриваліша переможна серія (БіГ): 12 матчів чемпіонату
- Найбільша кількість забитих м'ячів в офіційних матчах: Йосип Букал, Джелалудин Мухаремович (127)
- Найбільша кількість забитих м'ячів у чемпіонаті: Джелалудин Мухаремович (112)
- Найбільша кількість забитих м'ячів за сезон: 113 (2000/01)
- Найбільша кількість забитих м'ячів за сезон одним гравцем: 31 (Джелалудин Мухаремович у сехоні 2000/01 років)
- Найбільша кількість матчів за національну збірну: Мехмед Баждаревич (54 матчі за збірну Югославії, 2 матчі за збірну Боснії і Герцеговини)

### Рекордні трансфери
|     | Гравець             | До                    | Сума     | Рік  |
| --- | ------------------- | --------------------- | -------- | ---- |
| 1.  | Семир Штилич        | «Лех» (Познань)       | €800.000 | 2008 |
| =2. | Амір Хаджіахметович | «Коньяспор»           | €500.000 | 2016 |
| =2. | Ріяд Баїч           | «Коньяспор»           | €500.000 | 2015 |
| 4.  | Анель Шабанаджович  | АЕК (Афіни)           | €450,000 | 2019 |
| =5. | Ібрагім Шехич       | «Мерсін Ідманюрду»    | €425.000 | 2011 |
| =5. | Едін Вишча          | «Істанбул Башакшехір» | €400.000 | 2011 |
| =7. | Нермин Золотич      | «Гент»                | €350.000 | 2014 |
| =7. | Іван Лендрич        | «Ланс»                | €300.000 | 2017 |
| =7. | Бубакар Діаліба     | «Реал Мурсія»         | €300.000 | 2008 |
| 10. | Самир Бекрич        | «Інчхон Юнайтед»      | €250,000 | 2010 |

## Склад команди

### Основний склад
Станом на 17 листопада 2021
| №  | Поз. | Нац.                 | Гравець                                            |
| -- | ---- | -------------------- | -------------------------------------------------- |
| 2  | ЗХ   | Боснія і Герцеговина | Лука Малич                                         |
| 3  | ЗХ   | Боснія і Герцеговина | Бранимир Віштиця                                   |
| 4  | ПЗ   | Хорватія             | Мате Црнчевич (орендований у «Динамо II» (Загреб)) |
| 5  | ЗХ   | Боснія і Герцеговина | Александар Косорич (віце-капітан)                  |
| 6  | ЗХ   | Боснія і Герцеговина | Хасан Яхич                                         |
| 7  | ПЗ   | Боснія і Герцеговина | Седад Субашич                                      |
| 8  | ПЗ   | Боснія і Герцеговина | Мустафа Муєжинович (3-й капітан)                   |
| 9  | НП   | Боснія і Герцеговина | Лука Юричич                                        |
| 10 | НП   | Боснія і Герцеговина | Ермин Зец                                          |
| 11 | НП   | Хорватія             | Бруно Здунич (орендований у «Локомотиви» (Загреб)) |
| 13 | ВР   | Боснія і Герцеговина | Ведад Муфтич                                       |
| 15 | ЗХ   | Боснія і Герцеговина | Ведран Врховац                                     |
| 16 | ПЗ   | Боснія і Герцеговина | Харис Хайдаревич                                   |
| 17 | ЗХ   | Боснія і Герцеговина | Денис Ковачевич                                    |
| 18 | НП   | Боснія і Герцеговина | Дамір Греля                                        |
| 19 | ЗХ   | Боснія і Герцеговина | Амар Дрина                                         |

| №  | Поз. | Нац.                 | Гравець                |
| -- | ---- | -------------------- | ---------------------- |
| 20 | ПЗ   | Боснія і Герцеговина | Един Муїч              |
| 21 | ЗХ   | Хорватія             | Анте Блажевич          |
| 22 | ПЗ   | Боснія і Герцеговина | Петар Божо             |
| 23 | ПЗ   | Боснія і Герцеговина | Омар Бека              |
| 24 | ПЗ   | Боснія і Герцеговина | Недім Мекич            |
| 25 | ПЗ   | Боснія і Герцеговина | Огнєн Степанович       |
| 26 | ПЗ   | Боснія і Герцеговина | Фарку Дуракович        |
| 27 | ПЗ   | Боснія і Герцеговина | Хамза Гасал            |
| 28 | НП   | Боснія і Герцеговина | Хамза Яганьяц          |
| 29 | ПЗ   | Боснія і Герцеговина | Ардоніс Мукай          |
| 31 | НП   | Боснія і Герцеговина | Давид Грубешич         |
| 32 | ЗХ   | Боснія і Герцеговина | Амар Мусич             |
| 33 | НП   | Боснія і Герцеговина | Нериман Кочевич        |
| 40 | ВР   | Хорватія             | Йосип Бендер           |
| 90 | ПЗ   | Боснія і Герцеговина | Самир Бекрич (капітан) |
| 92 | ЗХ   | Боснія і Герцеговина | Нікола Мілічевич       |

### Гравці в оренді
| № | Поз. | Нац.                 | Гравець                            |
| - | ---- | -------------------- | ---------------------------------- |
| — | ПЗ   | Боснія і Герцеговина | Амар Мехич (орендований «Горажде») |

### Інші гравці на контракті
| №  | Поз. | Нац.                 | Гравець      |
| -- | ---- | -------------------- | ------------ |
| 14 | ПЗ   | Боснія і Герцеговина | Семир Штилич |

### Гравці з подвійним громадянством
- Бранимир Виштиця
- Мате Црнчевич
- Александар Косорич
- Хасан Яхич
- Мустафа Муєжинович
- Лука Юричич
- Бруно Здунич
- Денис Ковачевич
- Петар Божо
- Огнєн Степанович